# Mario Fernández Cuesta
 Mario Fernández Cuesta  (Santander, 30 april 1988) is een Spaanse voetballer, die dienst doet als doelman. 
Tijdens zijn jeugdjaren begon Fernández bij Racing de Santander, waar hij tijdens seizoen 2006-2007 zijn eerste professionele contract tekende en opgesteld werd in het B-elftal in de Segunda División B.  Vanaf seizoen 2009-2010 zou hij derde doelman worden van het A-elftal, na Toño en Fabio Coltorti.  Op 6 januari 2010 zou hij zijn debuut maken tegen AD Alcorcón in hun Copa del Rey treffen.  Zijn eerste optreden in de Primera División dateert van 15 mei 2011 tegen Sporting de Gijón.  De ploeg zou uiteindelijk twaalfde worden in seizoen 2010-2011.  De twee daaropvolgende jaren volgden twee degradaties.  In het seizoen 2013-2014 werd de ploeg kampioen in de Segunda División B, waarna promotie volgde.  Die plaats op het tweede niveau ging het daaropvolgende seizoen 2014-2015 alweer verloren.
Daarom tekende de speler vanaf seizoen 2015-2016 een tweejarig contract bij reeksgenoot CA Osasuna.  Hij was er tweede doelman achter Nauzet Pérez.  Toen later ook CA Osasuna toekwam bij de ploeg, zou hij afzakken naar derde doelman.
Vanaf seizoen 2017-2018 zou hij een contract tekenen bij Rayo Vallecano, waar hij tweede doelman werd.  Hij zou kampioen worden, maar zou de ploeg niet volgen naar hoogste niveau van de hoogste Spaanse afdeling.
Tijdens het seizoen 2018-2019 stapte hij over naar FC Cartagena, een ploeg uit de Segunda División B, waar hij een contract van twee jaar zou tekenen.  Daar zou hij gewezen ploegmaat Pedro Orfila Artime van bij Santander tegen het lijf lopen en het gevecht moeten aangenaam met de jonge Portugese doelman João Paulo Santos Costa, geleend van FC Porto B. Bij het begin van de competitie was hij de titularis totdat hij tijdens de achtste wedstrijd de rode kaart kreeg en tezelfdertijd gekwetst raakte tegen UD Melilla.  Toen verloor hij zijn plaats aan de jongere João Paulo Santos Costa.  Deze laatste nam zijn kans en pas toen ook hij in de negentwintigste wedstrijd een rode kaart kreeg, werd Mario van de bank gehaald.  Maar na de schorsing nam de jonge Portugees weer over.  Ook tijdens het begin van het seizoen 2019-2020 werd, door de komst van Marc Martínez Aranda van Recreativo Huelva, al snel duidelijk dat er weer geen basisplaats was weggelegd voor Mario.  Toen de club ook de jonge Esteve Peña Albons van reeksgenoot Recreativo Granada aantrok als tweede doelman, werd het duidelijk dat er voor hem been plaatst meer was.  Daarom werd er vanaf midden augustus 2019 naar een oplossing gezocht.  Deze werd pas de laatste dag van de transferperiode gevonden, waarop een ontbinding van het contract volgde.
Hij vond slechts op 9 januari 2020 onderdak bij reeksgenoot Unionistas de Salamanca CF.  Hij werd titularis, maar spijtig genoeg werd de competitie begin maart stilgelegd door de coranapandemie.
Vanaf seizoen 2020-2021 stapte hij over naar reeksgenoot Pontevedra CF.  Op het einde van het overgangsseizoen kon deze ploeg een plaats in de nieuwe Segunda División RFEF bemachtigen.
CD Tropezón, dat net van de Segunda División B gestegen was naar de Segunda División RFEF, werd zijn bestemming voor het seizoen 2021-2022.  De ploeg kon echter haar plaats niet behouden en de speler hing zijn schoenen aan de haak.